# Convenção sobre as Armas Químicas
A Convenção sobre Armas Químicas é um acordo sobre controle de armas, que proíbe a produção, o armazenamento e o uso de armas químicas. Seu nome completo é a Convenção sobre a Proibição do Desenvolvimento, Produção, Armazenagem e Utilização de Armas Químicas e sobre sua Destruição. O acordo é administrado pela Organização para a Proibição de Armas Químicas (OPAQ), que é uma organização independente com sede em Haia, nos Países Baixos.
A principal obrigação ao abrigo da convenção é a proibição de uso e produção de armas químicas, bem como a destruição de todas os estoques desse tipo de armamento. As atividades de destruição são verificadas pela OPAQ.
A convenção começou a vigorar em 1997. A Organização para a Proibição de Armas Químicas proíbe o uso a grande escala, desenvolvimento, produção, armazenagem e transferência de armas químicas. 
Em janeiro de 2013, cerca de 78% do estoque (declarado) de armas químicas foi assim destruído. A convenção também tem disposições para a avaliação sistemática das plantas químicas e militares, bem como para investigações de alegações de uso e produção de armas químicas.
Em setembro de 2013, 189 países faziam parte do acordo e outros dois países (Israel e Mianmar) assinaram, mas não ratificaram a convenção. Em 14 de setembro de 2013 a Síria pediu a adesão ao tratado, sendo que sua entrada será efetiva 14 de outubro de 2013.

## História
A consideração intergovernamental de proibir armas químicas e biológicas foi iniciada em 1968 no âmbito da Comissão de Desarmamento, composta por 18 nações, que, após inúmeras mudanças de nome e composição, tornou-se a Conferência do Desarmamento (CD) em 1984. Em 3 de setembro de 1992, a Conferência sobre Desarmamento submeteu à Assembleia Geral das Nações Unidas o seu relatório anual, que continha o texto da Convenção sobre Armas Químicas. A Assembleia Geral aprovou a Convenção em 30 de novembro de 1992 e o Secretário-Geral, em seguida, abriu a Convenção à assinatura em Paris em 13 de janeiro de 1993. O acordo permaneceu aberto à assinatura até a sua entrada em vigor, em 29 de abril de 1997, 180 dias após a adesão do 65º membro (a Hungria). A convenção aumenta o Protocolo de Genebra de 1925 para armas químicas e inclui extensas medidas de verificação, como inspeções no local. A convenção, no entanto, não cobre as armas biológicas.

## Estados-membros

Participação na Convenção sobre Armas Químicas
Assinou e ratificou
Em avaliação
Assinou, mas não ratificou
Não-signatário

Atualmente, 189 Estados fazem parte da Convenção. Dos sete Estados-membros das Nações Unidas que não são parte do acordo, dois assinaram mas não ratificaram o tratado (Myanmar e Israel) e cinco estados não assinaram o tratado (Angola, Coreia do Norte, Egito, Sudão do Sul e Síria).
A Síria apresentou uma carta às Nações Unidas como o depositário, em que anunciou que um decreto legislativo foi assinado e que estava comprometida com a convenção, mesmo antes de sua entrada em vigor. O tratado será aplicado provisoriamente, até à sua entrada em vigor para a Síria em 14 de outubro de 2013, um mês após o depósito do seu instrumento de adesão. Em 14 de setembro de 2013 nos Estados Unidos e a Rússia anunciaram um acordo para eliminar as armas químicas da Síria em meados de 2014.

### Principais organizações
Os Estados-membros da convenção estão representados na Organização para a Proibição de Armas Químicas (OPAQ) pelo seu representante permanente. Esta função é geralmente combinada com a função de embaixador. Para a preparação das inspeções da OPAQ e elaboração de declarações, os Estados-membros têm de constituir uma autoridade nacional.